# Королівство тварин (фільм)
«Королівство тварин» (фр. Le Règne animal) — франко-бельгійський науково-фантастичний пригодницький фільм 2023 року. Режисер картини Томаса Кейлі, сценаристи — Кейлі та Полін Мюньє.
Світова прем'єра відбулася на 76-му Каннському кінофестивалі 17 травня 2023 року. Фільм вийшов у французький прокат 4 жовтня 2023 року.

## Сюжет
Світ охоплений хворобою, від якої немає порятунку. Повсюдно виникають спалахи раптових мутацій, через що люди поступово перетворюються на тварин. У одному з таких регіонів — департаменті Жиронда на південному заході Франції — живе Франсуа. Він один виховує 16-річного сина Еміля. Його дружина стала однією із жертв загадкової хвороби. Цінуючи моменти, коли вона остаточно не перетворилась на тварину, батько та син вирушають у ліс, в надії зустріти її та провести час разом.

## Актори
- Ромен Дюріс — Франсуа
- Поль Кірхер — Еміль
- Адель Екзаркопулос — Джулія
- Том Мерсьє — Фікс
- Біллі Блейн — Ніна
- Наталі Рішар — професор Валері Бодуен
- Саадія Бентаїб — Наїма

## Прем'єра
Світова прем'єра відбулася 17 травня 2023 року на 76-го Каннського кінофестивалю. Прем'єра у Франції відбулася 4 жовтня 2023 року, в Україні — 2 листопада 2023 року.

## Оцінки

### Критики
На сайті Rotten Tomatoes рейтинг схвалення фільму становить 92 % на основі 12 рецензій із середньою оцінкою 7,1/10. На Metacritic фільм отримав середньозважену оцінку 70 зі 100 на основі 5 відгуків критиків, які вказують на «загалом сприятливий». «Королівство тварин» отримало середню оцінку 4,4 із 5 зірок на французькому вебсайті AlloCiné на основі 40 оглядів.

### Нагороди
| Нагорода                | Дата           | Категорія        | Номінант    | Результат | Примітки    |
| ----------------------- | -------------- | ---------------- | ----------- | --------- | ----------- |
| Каннський кінофестиваль | 26 травня 2023 | Особливий погляд | Томас Кейлі | Номінація | [ 8 ] [ 9 ] |